# Svetlana Cherkasova
Pour les articles homonymes, voir Tcherkassova.
Svetlana Cherkasova (en russe : Светлана Сергеевна Черкасова, Svetlana Sergueïevna Tcherkassova), née le 20 mai 1978, est une athlète russe spécialiste du demi-fond.

## Palmarès

### Jeux olympiques d'été
- Jeux olympiques d'été de 2004 à Athènes ( Grèce)
  - éliminée en demi-finales sur 800 m

### Championnats du monde d'athlétisme
- Championnats du monde d'athlétisme de 2001 à Edmonton ( Canada)
  - éliminée en demi-finales sur 800 m
- Championnats du monde d'athlétisme de 2005 à Helsinki ( Finlande)
  - 7e sur 800 m
- Championnats du monde d'athlétisme de 2007 à Osaka ( Japon) 
  - éliminée en série sur 800 m

### Championnats du monde d'athlétisme en salle
- Championnats du monde d'athlétisme en salle de 2001 à Lisbonne ( Portugal)
  - éliminée en demi-finales sur 800 m

### Championnats d'Europe d'athlétisme
- Championnats d'Europe d'athlétisme de 2002 à Munich ( Allemagne)
  - éliminée en demi-finales sur 800 m
- Championnats d'Europe d'athlétisme de 2006 à Göteborg ( Suède)
  - 8e sur 800 m

### Championnats d'Europe d'athlétisme en salle
- Championnats d'Europe d'athlétisme en salle de 2002 à Vienne ( Autriche)
  - 5e sur 800 m